# 金沢刑務所
金沢刑務所（かなざわけいむしょ）は、法務省矯正局の名古屋矯正管区に属する刑務所。
下部機関として七尾拘置支所の1か所の支所を持つ。

## 所在地

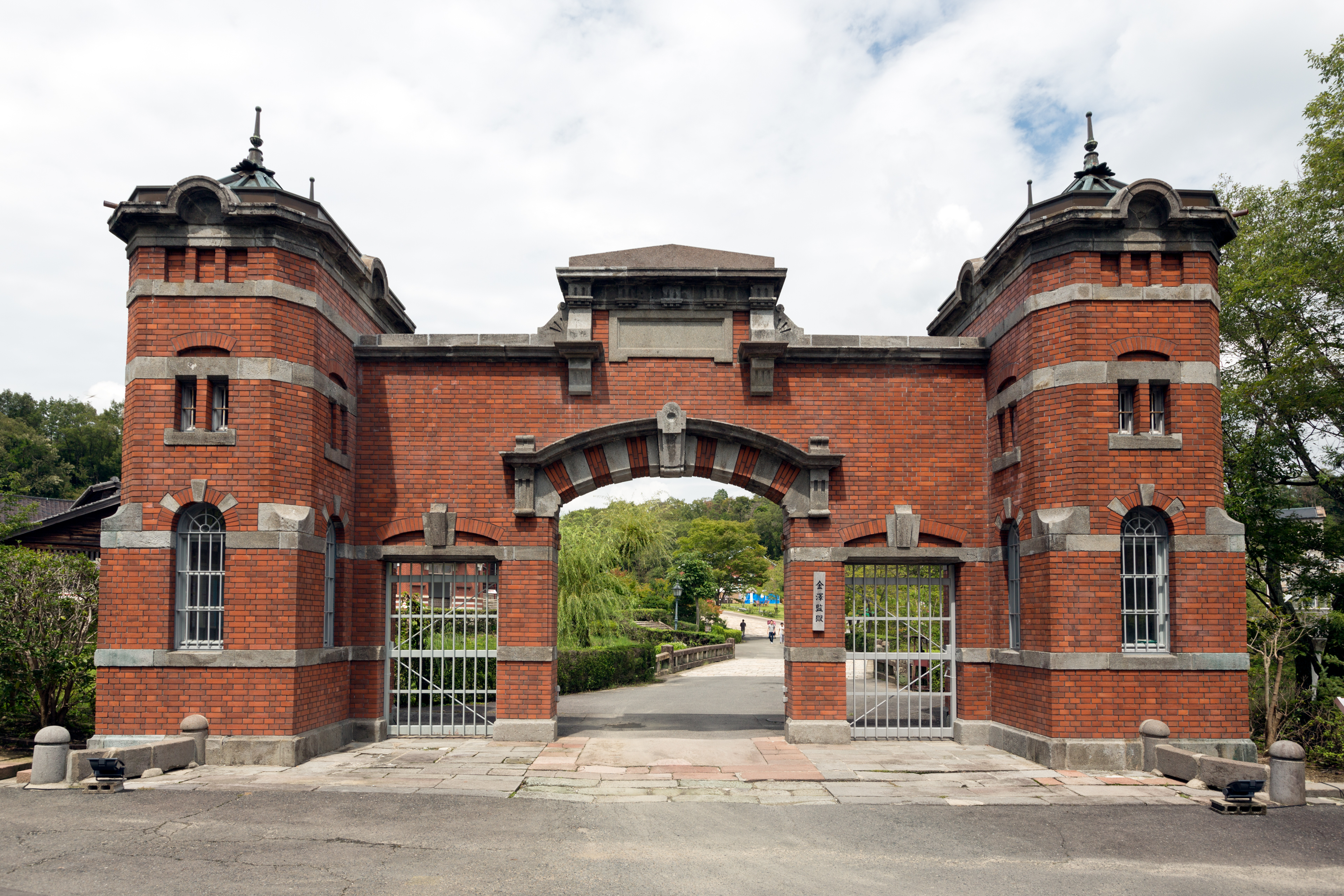
移転前まで使用された正門。現在は博物館明治村で展示されている。

- 〒920-1182 石川県金沢市田上町公1
  - 田上町へ移転前は金沢市小立野に所在、跡地は1972年に金沢美術工芸大学が移転。なお、旧金沢監獄（五大監獄）時代から使用された正門[1]、ならびに中央看守所・監房[2]は愛知県犬山市の博物館明治村に移設された。いずれも2004年に登録有形文化財として登録されている[3][4][5]。

## 収容分類級
収容分類級は以下のとおり。
- F級
- B級

再犯者の短期処遇を目的とした刑務所である。

## 収容定員
- 732人

## 概要
- 金沢監獄の伝統と格式を有する。

## 組織
所長の下に2部1課を持つ2部制である。
- 総務部（庶務課、会計課、用度課）
- 処遇部（処遇担当、企画担当）
- 医務課

## 外観・設備
- 木工・印刷・洋裁・金属・革工工場が設置されている。

## 特記事項
- 服役しながら溶接技術を学び、社会復帰がうまくいくよう訓練施設が設置されている。
- 1952年（昭和27年）2月3日、刑務所内で朝鮮人が死亡したことについて、朝鮮人約150人が押しかけて所長に面会を強要。また、表門の鉄扉を破壊して北朝鮮国旗を立てるなどの抗議活動を展開した。刑務所側は、隣接県の福井刑務所と地元警察官の応援を得て解散させた[6]。